# Az állatok bevonulása Noé bárkájára
Az állatok bevonulása Noé bárkájára Jan Brueghel festménye, amely a Los Angeles-i J. Paul Getty Museum gyűjteményének része.
Bruegel képe Noé bibliai történetét eleveníti fel. Az Úr úgy döntött, hogy eltörli a föld színéről az emberiséget, csak Noét és családját hagyja meg. Meghagyta Noénak, hogy építsen bárkát, amelyre fogadjon be minden állatfajból egy párt, és így készüljön az özönvízre.
A művész 1613-ban festette alkotását, amikor Albert főherceg és felesége, Izabella udvarában dolgozott udvari festőként a Habsburg-uralom alatt álló Németalföldön, a mai Belgium területén. A festményen állatok lepik el a szárazföldet, a vizet és a levegőt, a háttérben Noé bárkája. A kép előterében látható az Amerikából Európába behozott pulyka és tengerimalac. Albert ritka állatokból, köztük papagájokból tartott fenn állatgyűjteményt brüsszeli palotájában, így a festő tanulmányozhatta azokat.